# Апостол Додев
Апостол Додев Урумов е български революционер, деец на Вътрешната македоно-одринска революционна организация.

## Биография
Роден е в 1879 година в скопското село Мирковци, тогава в Османската империя. Присъединява се към ВМОРО и действа като редовен куриер на Организацията. По време на българското управление в годините на Първата световна война Додев е кмет на община Мирковци. След войната, когато Скопско е предадено на Кралството на сърби, хървати и словенци, в 1919 година Додев е интерниран от властите във Валево.
На 3 март20 февруари 1943 година, като жител на Скопие, подава молба за българска народна пенсия, която е одобрена и пенсията е отпусната от Министерския съвет на Царство България.